# Чабан, Яна Константиновна
Яна Константиновна Чабан (род. 2 сентября 1968, Свердловск) — известная исполнительница старинных и современных русских романсов. Живёт в Екатеринбурге.

## Биография
Окончила отделение музыкальной комедии Свердловского государственного театрального института (1990). Работала в Свердловском академическом театре музыкальной комедии, солисткой ансамбля песни и пляски Уральского военного округа. С 2002 по настоящее время — солистка концертной группы Ассоциации писателей Урала. Успешно гастролировала в Австрии, Польше, Эстонии, в различных регионах России, в Москве ( Центральный Дом актера), Санкт-Петербурге (Концертный зал музея А.С.Пушкина, Русское географическое общество), в Екатеринбурге (Свердловская государственная академическая филармония, Камерный театр, Театр романса, Дом музыки, Дом актера, Новая сцена театра музыкальной комедии), в Красноярске (Органный зал краевой филармонии), в Тюмени (Органный зал областной филармонии) и др. Принимала участие в телепрограммах: «Романтика романса» на телеканале «Культура» (2009),"Литературные посиделки" на СГТРК (1998-1999),"Ночь в филармонии" на ОТВ (Екатеринбург) в 2011 году, в передачах радио «Россия», "Народное радио", "Радио Урала", «Эхо Москвы», православного радио "Воскресение" и др. C 2016 года по 2022 год сотрудничала с театром "Слово" (под руководством народной артистки РФ Тамары Ворониной).
В 2005 году в Таллине стала дипломантом Международного конкурса романсов имени Изабеллы Юрьевой, В 2007 году — лауреатом Всероссийского конкурса русского романса во Владимире. Является первой исполнительницей многих романсов, написанных для неё известными поэтами и композиторами Александром Керданом, Александром Пантыкиным, Сергеем Сиротиным, Симоном Шуриным, Натальей Иванчук и др.
Выпустила четыре сольных альбома: 1999 — «Светла судьба», Екатеринбург:студия Александра Пантыкина «Tutty-реккордс»; 2002 — «Утоли мои печали», Екатеринбург: студия Культурного центра «Солдаты России», 2007 — «Караван: три века русского романса», Екатеринбург: студия Александра Пантыкина «Tutty-реккордс», 2012 — «Прозрачное утро», Екатеринбург: студия Александра Пантыкина «Tutty-реккордс».
Лауреат Всероссийской премии имени Генералиссимуса А. В. Суворова — за талантливое продолжение традиций русского романса (2008), Лауреат премии Международного еженедельника «Русская Америка» и русскоязычной радиостанции «Надежда» (Нью-Йорк) - в номинации «Лучшая певица года»(2008), лауреат Всероссийской премии имени поэта-фронтовика В.Т. Станцева - за талантливое продолжение русской песенной традиции и развитие жанра военно-патриотической песни (2014). Лауреат XIII международного конкурса речевого искусства "Живое русское слово" (Пермь, 2021). Лауреат Международного творческого фестиваля-конкурса "Овация" в номинации "Художественное слово" (Санкт-Петербург, 2022).  Обладатель Золотого диплома XIII  международного славянского литературного форума "Золотой витязь" - за высокое исполнительское мастерство в цикле литературных радиоспектаклей по произведениям отечественной классики (Москва, 2022). Лауреат премии Главы Екатеринбургской Митрополии в области культуры и искусства за вклад в сохранение и развитие духовно-нравственных ценностей русской культуры (2023).
Награждена Почетными грамотами Министерства культуры Российской Федерации, Губернатора Свердловской области, Правительства Свердловской области, Министерства культуры Свердловской области, Российского фонда культуры, Союза писателей России, главы города Екатеринбурга, Командующего УрВО, Посольства Польской Республики в РФ, Благодарностью Генерального консульства Кыргызской Республики в Екатеринбурге, двумя Благословенными Грамотами Митрополита  Екатеринбургского и Верхотурского, тремя медалями и Почётным знаком "За верность и преданность" Всероссийской общественной организации ветеранов органов внутренних дел. Почетный член Московского клуба романса "Хризантема" имени Анатолия Титова, почетный профессор Уральского института бизнеса имени И.А. Ильина. В 2014 году Главой Екатеринбурга и Ассамблеей женщин ей присвоено Почётное звание "Дочь города, дочь России".
Отзывы о творчестве Яны Чабан: «Яна Чабан исполнительница неординарная. Вдумчивое, трепетное отношение к текстам и музыкальной фразировке русских романсов, которые в её исполнении превращаются в музыкально-драматические новеллы, поднимает этот жанр на новый уровень – театра одного актёра. Концерты Яны Чабан в Вене вызвали настоящую сенсацию – так петь романсы, пожалуй, ещё не удавалось ни одной певице». Елена Шписбергер (газета «Landsmann» - «Соотечественник» №10(23), октябрь 2007 года, Вена)
«Яна Чабан талантливая певица и актриса, продолжающая традиции лучших исполнителей романса Серебряного века: Александра Вертинского и Изабеллы Юрьевой». Святослав Бэлза, доктор искусствоведения, музыковед (Телепрограмма «Романтика романса», 27 ноября 2009 года)
«Прикоснёшься к творчеству Яны Чабан и «душа с душою говорит». Она поёт романсы старинные, городские, современные. Поёт не обязательно популярное и любимое слушателями. Критерий отбора иной: выбирает то, что чувствует. Ей интересно поискать и открыть новую логику, характер, новые нюансы. Это возможно, если исполнитель не только одарён вокально, но умён, способен чувствовать жанр». Ирина Клепикова («Хрустальный соловей Урала», «Областная газета» от 9.02.2008 года)
«Яна Чабан обладает уникальной музыкальностью и артистизмом. Её исполнительской манере присущи: исповедальность, трепетность, глубокое проникновенье в смысл романса, серебристое звучание высоких нот и неожиданный бархат нижнего регистра. Зрители, однажды побывавшие на её концерте, навсегда становятся горячими поклонниками жанра». Александр Кердан, доктор культурологии, координатор Ассоциации писателей Урала (2012)

## См также
- Русский романс